# طائفة شنتمرية الشرق
طائفة شنتمرية الشرق أو طائفة السهلة أو طائفة بني رزين هي إحدى ممالك الطوائف التي تأسست نحو عام 403 هـ في الأندلس أثناء فتنة الأندلس. تأسست تلك الطائفة على أيدي بني رزين على أجزاء من جنوب الثغر الأعلى وشمال شرق الثغر الأوسط، وحافظت على استقلاليتها حتى سقوطها نهائيًا في 496 هـ على أيدي جيش المرابطون.

## تاريخ الطائفة
استقر بنو رزين وهم من بربر هوارة في مناطق من جنوب الثغر الأعلى وشمال شرق الثغر الأوسط. كان جدهم الأعلى رزين من الداخلين إلى الأندلس في جيش طارق بن زياد. وعند قيام الفتنة في الأندلس عام 400 هـ استغلها كبيرهم أبو محمد هذيل بن عبد الملك الشهير بابن الأصلع، واستقل بتلك الأنحاء عام 403 هـ.
حاول المنذر بن يحيى التجيبي صاحب سرقسطة ضم شنتمرية، إلا أن مناعتها حالت دون تحقيق هذا السعي. تمتعت أراضي منطقة السهلة بالخصب وطيب مواردها، فكثرت أموالها، كما كان لسياسة الحياد التي اتخذها بنو رزين في الحروب الدائرة بين أمراء الطوائف، أثرها في المحافظة على استقلالية الطائفة. توفي هذيل بن عبد الملك عام 436 هـ، وخلفه ابنه عبد الملك المتلقب بجبر الدولة الذي طال حكمه لنحو 60 عامًا. وبعد أن سقطت طائفة طليطلة في أيدي ألفونسو السادس ملك قشتالة عام 478 هـ، اضطر عبد الملك بن هذيل لإداء الجزية إلى ألفونسو، غير أنه توقف عن دفعها في العام التالي بعد هزيمة ألفونسو السادس في معركة الزلاقة.
وفي عام 482 هـ، أغار السيد الكمبيادور على أراضي السهلة، فأسرع ابن هذيل إلى معسكر الكمبيادور ليطالب بالكف عن تهديد أراضيه، على أن يؤدي الجزية للملك ألفونسو السادس، وأن يدفع للكمبيادور 10 آلاف دينار على الفور، فانصرف الكمبيادور راضيًا. وفي عام 486 هـ، حاول عبد الملك التخلص من سطوة الكمبيادور على أراضيه عن طريق التحالف مع بيدرو الأول ملك أراغون، غير ان الكمبيادور حال دون ذلك عن طريق الإغارة على أراضي السهلة، فاضطر عبد الملك إلى الخضوع لمطالب الكمبيادور حفاظًا على أراضيه. تعرض عبد الملك في نهاية عهده لمحاولة اغتيال فاشلة من قبل زوج أخته أثخنته بالجراح التي برئ منها بعدئذ، غير أنه توفي بعد فترة قصيرة عام 496 هـ.
بعد وفاة عبد الملك، تولى ابنه يحيى الملقب بحسام الدولة الذي اتسم بالضعف ومهادنة القشتاليين بدفع الجزية، ولم يستمر حكمه طويلاً، حيث استولى المرابطون على أراضيه ودخلوا شنتمرية الشرق في 8 رجب 497 هـ.

## حكام الطائفة
- هذيل بن عبد الملك بن خلف بن لُبّ بن رزين (403 هـ - 436 هـ)
- عبد الملك بن هذيل بن رزين (436 هـ - 496 هـ)
- يحيى بن عبد الملك بن هذيل (496 هـ - 497 هـ)